# Michail Osipovič Dolivo-Dobrovolskij
Michail Osipovič Dolivo-Dobrovolskij (2. ledna 1862, Gatčina u Petrohradu – 15. listopadu 1919, Heidelberg) byl vynálezce rusko-polského původu. Byl klíčovým průkopníkem třífázového systému, zavedl pojem třífázový proud, vynalezl třífázový asynchronní motor, vyvinul generátor třífázového proudu, třífázový transformátor a v třífázovém systému uskutečnil první vzdušný přenos elektrické energie o vysokém výkonu na velkou vzdálenost při použitelné účinnosti. Poprvé použil a popsal zapojení do hvězdy a trojúhelníku. Do elektrotechnické literatury zavedl pojem účiník.

## Životopis

### Původ
Matka a babička z otcovy strany byly ruského původu a pocházely z nižší šlechty. Po mužské linii se původ Michaila Osipoviče Dolivo-Dobrovolského odvíjí od polské šlechtické rodiny, která se koncem 18. století usadila v pruské a později v litevské části anektovaného území Polsko-litevské unie. Otec Józef Dolivo-Dobrowolskij pracoval jako ředitel Sirotčího institutu v Gatčině u Petrohradu. Gatčina již v této době byla výstavným předměstím Petrohradu a Sirotčí institut Nikolaje I. nebyl běžným sirotčincem, ale byl určen pro zajištění a vzdělávání sirotků šlechtického původu. Vedením byli pověřeni spolehliví a trůnu oddaní úředníci Ruského impéria a Józef Dolivo-Dobrowolskij byl držitelem titulu tajný rada, což byl jeden z nejvyšších stupňů občanského žebříčku. Do početné rodiny se Michail Osipovič narodil jako první dítě dne 2. ledna 1862 podle gregoriánského kalendáře. Byl pokřtěn podle pravoslavného obřadu a do matrik zapsán jako Михаил Осипович Доливо-Добровольский, česky Michail Osipovič Dolivo-Dobrovolskij. Vzhledem k jeho věhlasu se později jeho jméno podle zdroje informace vyskytuje v polské verzi Michał Doliwo-Dobrowolski, či v jejích zkomolených nápodobách, v Německu je nejvíce znám jako Michael von Dolivo-Dobrowolski.

### Ruské období
V roce 1872 se rodina odstěhovala do Oděsy a zde Michail Osipovič vystudoval reálné gymnázium se zřetelným zájmem o přírodní vědy. Ve věku šestnácti let nastoupil ke studiu na Polytechnické univerzitě v Rize. Ta fungovala jako soukromá univerzita udržovaná pobaltskou šlechtou. Zde studovali pouze muži z celé Ruské říše bez ohledu na národnost a náboženství. Studium bylo placeno a výuka probíhala v němčině. Nejvyšší procento studentů tvořili Poláci z pobaltských oblastí. Když car Alexandr II. podlehl útoku atentátníka Ignace Hryniewieckeho, rozpoutala se vůči polským studentům v Ruské říši vlna represí, věnovaných v první míře právě Polytechnice v Rize. Především oceňované zásluhy a dlouhodobě projevovaná úřednická obětavost tajného rady Jozefa Dolivo-Dobrovolského umožnila mladému Michailu Osipoviči studovat i nadále soukromě na Polytechnickém Institutu v Petrohradu, v Oděse a v Novorossijsku. V tomto období se podílel na spolupráci s petrohradskou firmou Widder na vynálezu malého galvanického článku pro napájení elektrického zvonku. Tento celek byl oceněn na Světové elektrotechnické výstavě ve Vídni v roce 1883. Kontakt s německým výzkumem spolu se znalostí němčiny nakonec způsobily odchod z vlasti.

### Německé období 1883-1891
V roce 1883 přijel do Darmstadtu, kde byla na Technické univerzitě právě založena první elektrotechnická fakulta na světě. Zde si studiem v letech 1883 – 1884 prohloubil a doplnil elektrotechnické vzdělání získané v Rusku a bez diplomu studium ukončil. Stal se asistentem vedoucího katedry profesora Erasma Kittlera. Po odchodu z univerzity odejel na krátkou dobu do Oděsy, kde se v květnu 1887 oženil s Řekyní Corneliou Tumbou. Po návratu do Německa začal pracovat ve společnosti AEG. Jednalo se o dceřinou součást Edisonovy společnosti a v nastávající válce proudů by se tedy dala očekávat podpora proudu stejnosměrného.

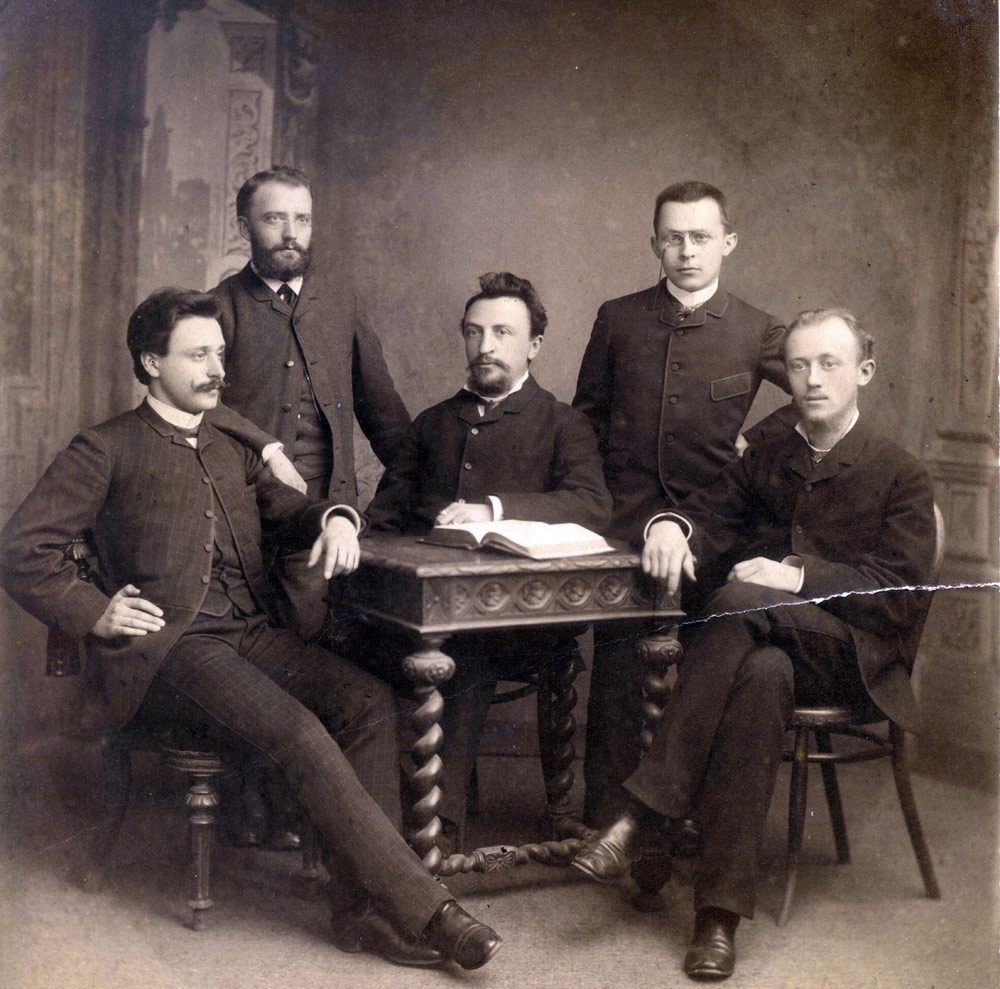
V Darmstadtu v roce 1886

V 80. letech 19. století byla k dispozici použitelná dynama i stejnosměrné elektromotory, vyřešena byla i akumulace přebytků výroby v akumulátorech. Elektrolytické procesy i vysoké teploty elektrického oblouku stupňovaly požadavky průmyslu na dodávku elektrické energie. Jediným nevyřešeným nedostatkem byla distribuce elektřiny na větší vzdálenosti. Edisonův systém elektrifikace spočíval v rozmístění generátorů o výkonu 100 kW s poloměrem dosahu 1,5 km. Tomu odpovídala i hustota kotlových komínů. Ještě při Jubilejní průmyslové výstavě v Praze roku 1891 zajišťovalo 220 obloukových lamp pro venkovní prostory a 1 400 žárovek pro interiéry devět dynam poháněných parní lokomobilou.
Dolivo-Dobrovolskij se původně snažil vylepšit technologii stejnosměrného proudu. Pozornost techniků však stále více poutala proud střídavý. V roce 1885 sestrojili v továrně Ganz v Budapešti transformátor ve dvoufázovém systému, ve Spojených státech Nikola Tesla technicky i patentově zajišťoval rozvoj dvoufázového systému, připravený k elektrifikaci Ameriky. Kromě těchto skutečností Dolivo-Dobrovolského zaujaly práce Galilea Ferrarise o rotujících magnetických polích. V roce 1888 začal pracovat se zřetězeným třífázovým proudem, pro který použil název točivý proud. Pro systém vyvinul asynchronní motor s rotorem typu „klece pro veverku“, který se později stal nejrozšířenějším elektromotorem. Prvotní problémy s nízkým točivým momentem při nízkých otáčkách vyřešil variantou se sběrnými kroužky. Hlavní úsilí věnoval rozložení vinutí po obvodu statoru za účelem maximální homogenity silového pole. První třífázové motory AEG byly vyrobeny na začátku roku 1889 a v následujícím roce již poskytovaly 2 až 3 koňské síly. V roce 1891 již vyvinul asynchronní třífázový motor s dostatečným rozeběhovým momentem o výkonu 100 koňských sil. V témže roce vyvinul třífázový transformátor a třífázový  generátor ekvivalentní výkonové kategorie. Byl pověřen spojením zdrojového a cílového stroje na vzdálenosti 175 km pro demonstraci použití trojfázového systému pro dálkový přenos elektrické energie mezi Lauffenem na Neckaru a Frankfurtem nad Mohanem, kde se v roce 1891 konala Světová elektrotechnická výstava. Nejistý projekt se nakonec stal přesvědčivým vítězstvím koncepce třífázového systému.

### Po Světové elektrotechnické výstavě 1891

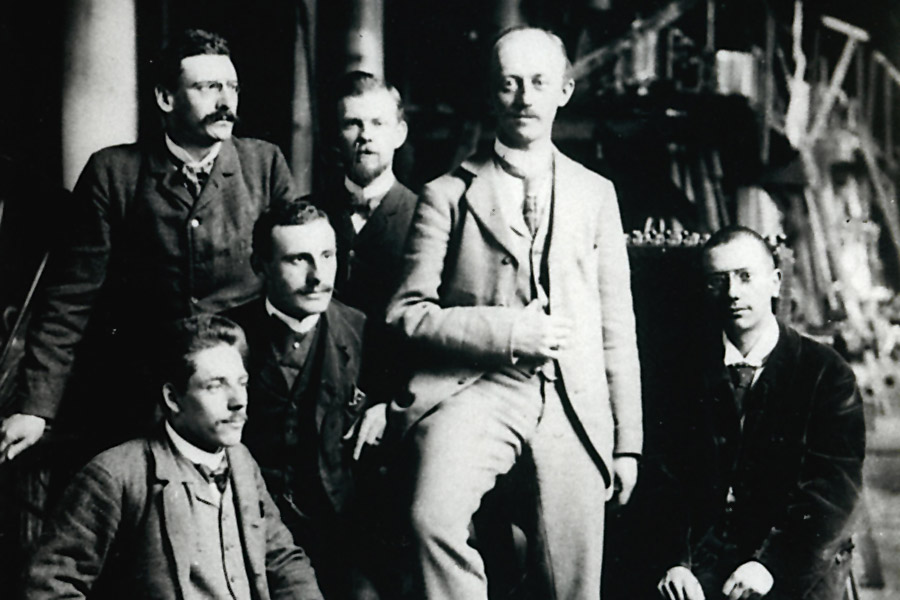
S kolegy z AEG-Berlin v roce 1895

Po tomto úspěchu pokračoval v dalším výzkumu v oblasti elektrotechniky. V roce 1892 vynalezl synchronskop a v roce 1909 ferrodynamický wattmetr.
V roce 1899 vznikla na Polytechnickém institutu v Petrohradu Fakulta elektrotechniky a místo děkana byl nabídnuto Dolivo-Dobrovolskému. Přijetí nabídky znemožňovaly smluvní závazky s AEG. Přesto však pomohl konzultacemi studijního programu, organizací nákupu vybavení a dokonce daroval fakultě sbírku odborných časopisů.
V letech 1903 až 1907 se věnoval vědecké práci v Lausanne, kde v roce 1906 získal s celou rodinou švýcarské občanství. V roce 1907 se rozvedl a po pěti měsících uzavřel nové manželství s Hedwigou Pallatschekovou. V roce 1908 se vrátil do Německa, aby nastoupil na pozici ředitele berlínské továrny na elektrické přístroje koncernu AEG. 24. října 1911 získal čestný doktorát na Technické univerzitě v Darmstadtu.
Ruského občanství se nikdy nevzdal. Dokonce ani po vypuknutí světové války, kdy by se pro činnost v německém výzkumu musel ruského občanství vzdát. Proto v období první světové války opět pracoval ve Švýcarsku. Po válce se ze Švýcarska vrátil do AEG a v březnu 1919 na universitu v Darmstadtu. Po prodělání chřipky se prohloubily kardiovaskulární problémy. Odejel do nemocnice v Heidelbergu, kde jako lékař pracoval jeho syn Dmitrij. Zde dne 15. listopadu 1919 zemřel, pohřben byl v Darmstadtu.

## Dálkový přenos z Lauffenu na Neckaru do Frankfurtu nad Mohanem v roce 1891
Předchůdcem této akce bylo stejnosměrné vedení mezi Miesbachem v podhůří Alp a Mnichovem. Přenos byl uskutečněn telegrafní linkou na vzdálenost 57 km při příležitosti Elektrotechnické výstavy v Mnichově v roce 1882. Pod napětím 2 kV byla tato linka zatížena přenosem výkonu 3 kW. Účinnost 25% tehdy poukázala na možnosti stejnosměrného proudu. O necelých devět let později již byly vyvinuty všechny komponenty pro demonstraci vysokonapěťového přenosu mnohem většího výkonu na větší vzdálenost pomocí proudu střídavého. Příležitostí pro tento projekt byla organizace Světové elektrotechnické výstavy ve Frankfurtu nad Mohanem v roce 1891.  
Srovnatelné experimentální krytí takové akce ještě neexistovalo a jednalo se o projekt riskantní. Navíc muselo být překonáno mnoho organizačních překážek, vypořádání se stovkami vlastníků pozemků, překročení čtyř vnitřních hranic Německé říše, nejistý byl i finanční zdroj, třebaže na projekt uvolnil významný příspěvek i německý císař Vilém II.

### Zdroj
Zdrojovým členem byl synchronní třífázový generátor o výkonu 300 koňských sil, dodaný švýcarskou firmou Maschinenfabrik Oerlikon. Budící proud pro dvě měděné smyčky byl odebírán z akumulátorů. Při napětí 55 V dosahoval odběr při náběhu až 1 400 A, které byly dodávány měděnými kabely o průměru téměř 30 mm.  Výsledná frekvence byla 40 Hz a výstupní napětí bylo transformováno na 15 kV (později na 25 kV). Zařízení využívalo vodní energii řeky a bylo umístěno v hale cementárny v Lauffenu na Neckaru.

### Vedení
176 km dlouhé trolejové vedení sledovalo většinou železniční tratě. Vzdálenost mezi měděnými dráty o celkové hmotnosti 60 tun o průměru 4 mm odpovídala zhruba dnešní 15 kV soustavě. Na přenosu se podílelo 3 000 stožárů a 9 000 izolátorů. Na území Bádenska bylo okolí stožárů oploceno. Přenosové ztráty činily 25 %, po zvýšení napětí na 25 kV dokonce 4 %.

### Koncový odběr
V areálu výstaviště ve Frankfurtu bylo napětí převedeno na 100 V, kde zásobovalo osvětlení hal i vstupní brány. Hlavním odběratelem byl synchronní třífázový motor o výkonu 100 koňských sil, který poháněl čerpadlo zásobující umělý vodopád, umístěný na umělé skále hned za vstupní branou výstaviště. 

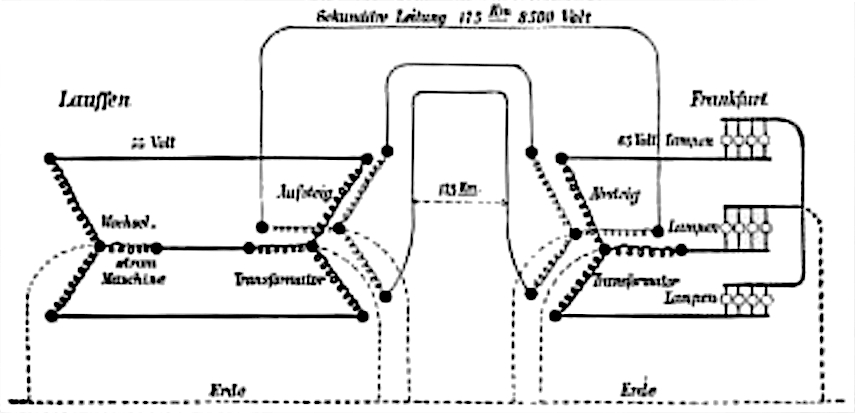
První schéma přenosu ještě pro 8,5 kV
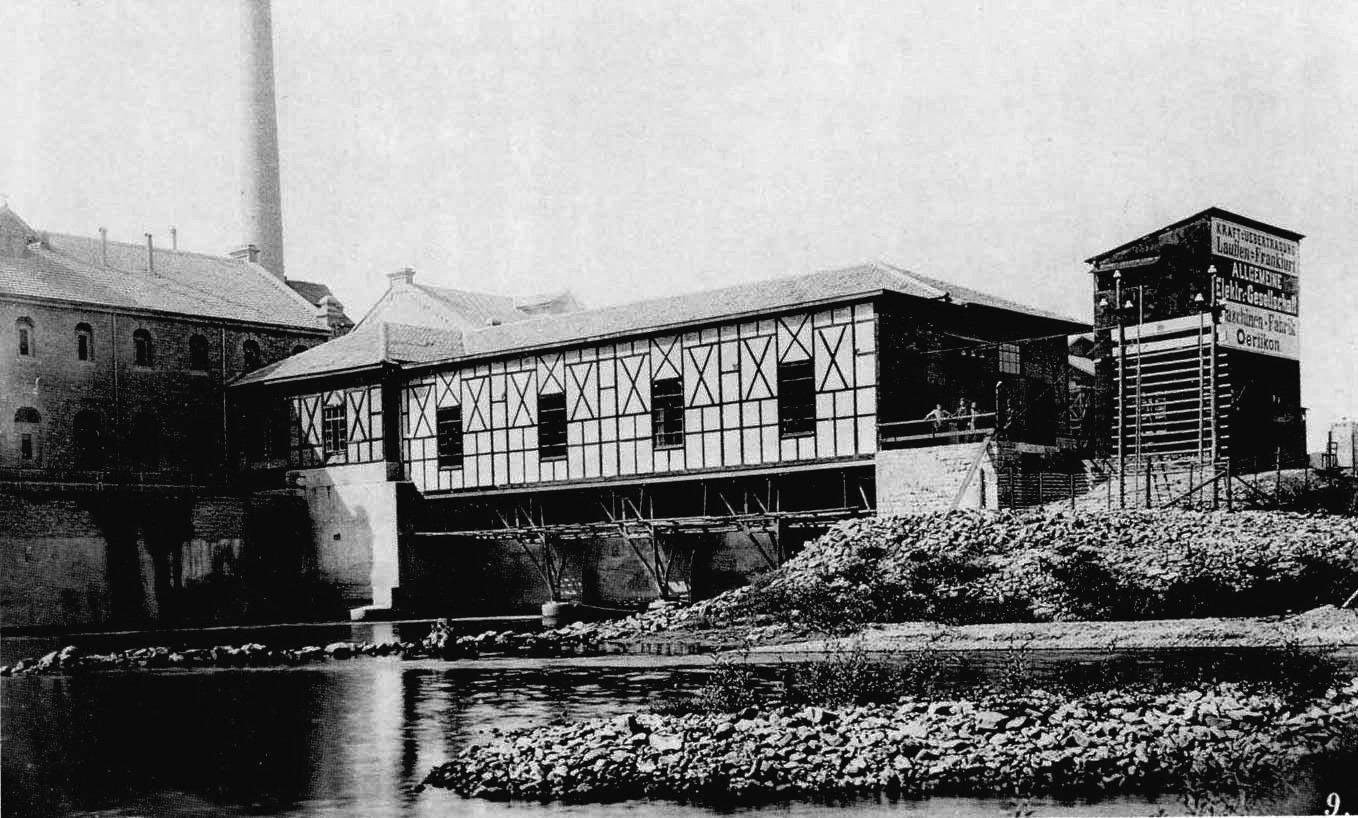
Vodní elektrárna v Lauffenu v roce 1890
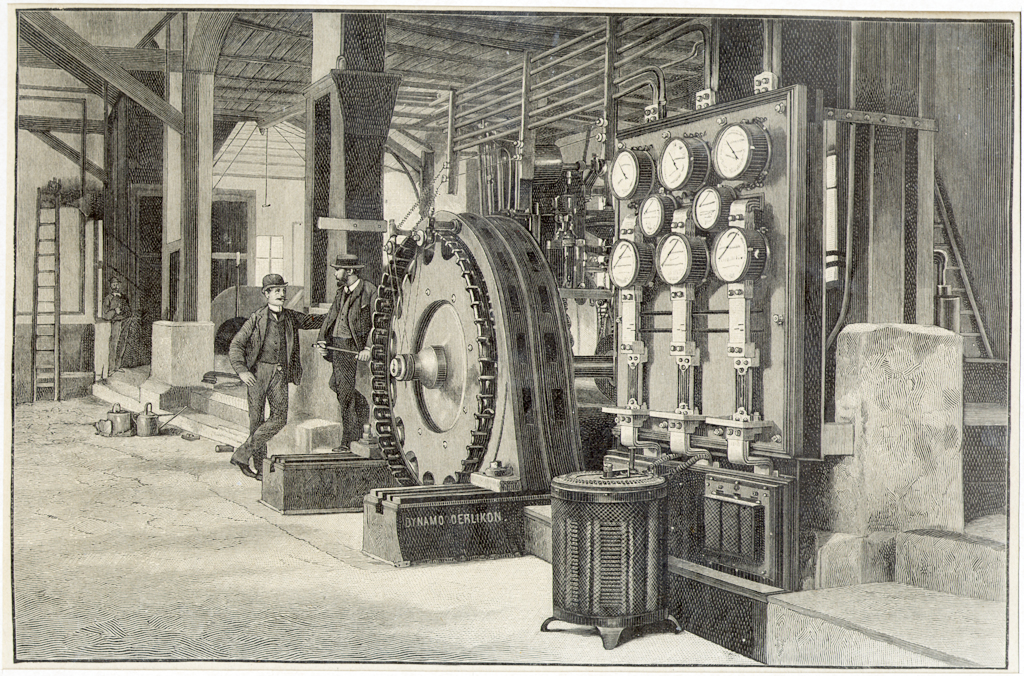
Strojovna v Lauffenu 1891
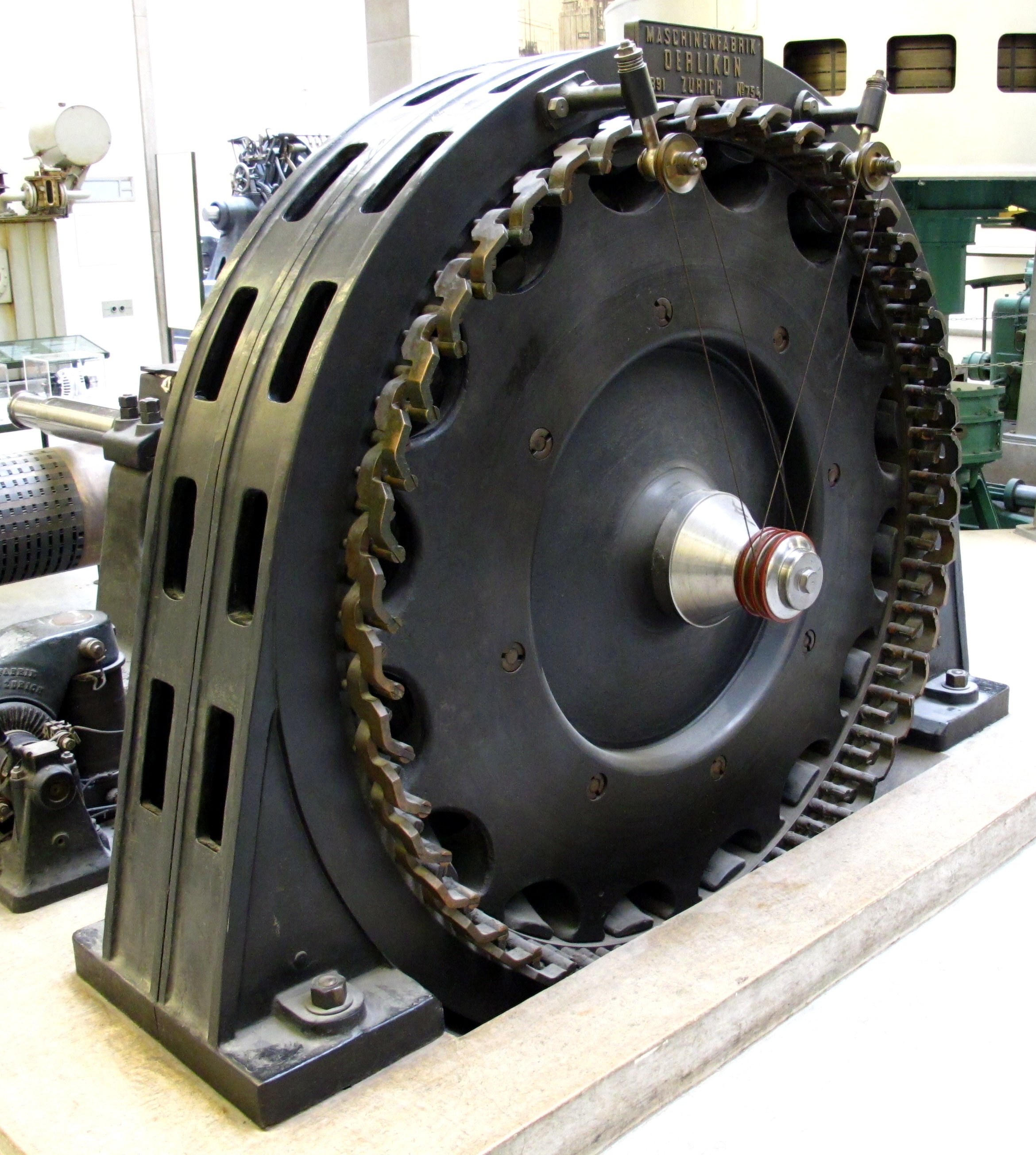
Synchronní generátor Oerlikon z Lauffenu
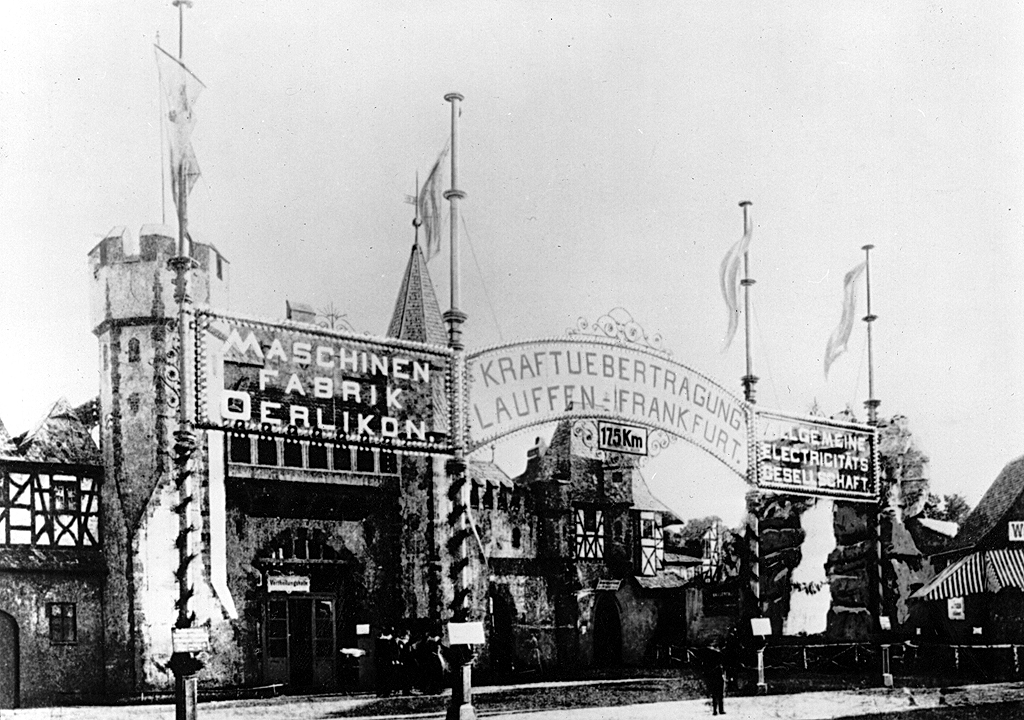
Osvětlený vstup na výstaviště
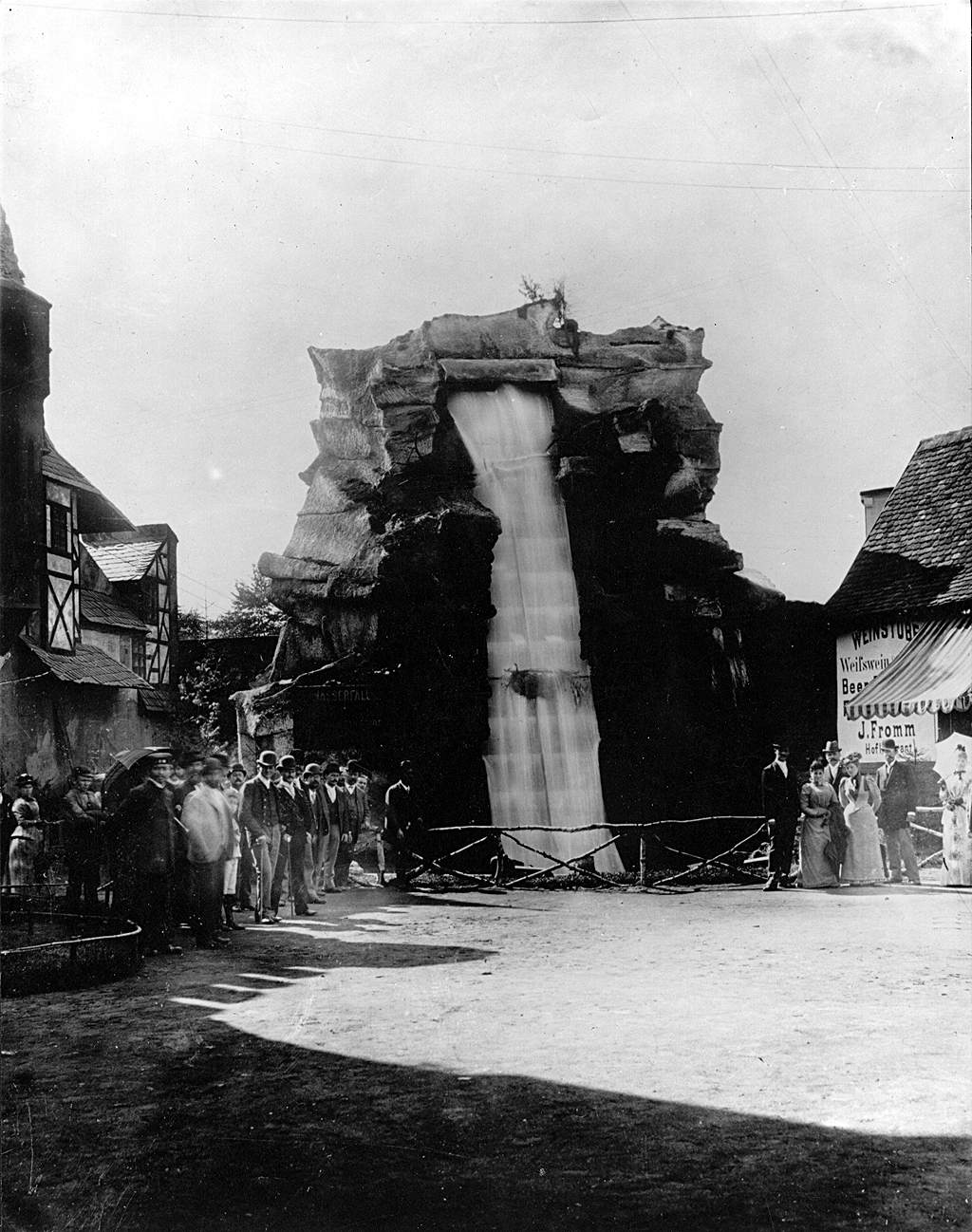
Detail umělé skály s vodopádem
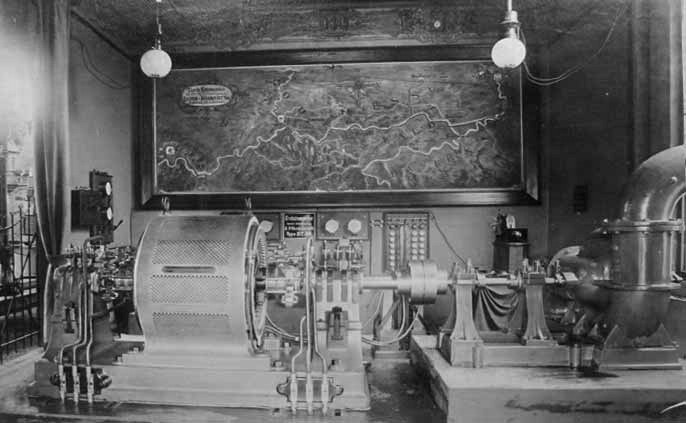
Synchronní motor s čerpadlem na výstavišti

Akce byla obrovským průlomem ve válce proudů, přinesla světové uznání nejen Michailu Osipoviči Dolivo-Dobrovolskému, ale i do 21. století trvající respekt ke všem dodavatelům technologie. Světové prvenství ve výrobě elektrické energie si Německo udrželo až do první světové války. Po ukončení výstavy připadlo vedení z Heilbronnu do Frankfurtu ředitelství pošt a úsek z Lauffenu do Heilbronnu posloužil k zásobování města elektřinou. Heilbronn se tak stal prvním městem na světě zásobovaným střídavým proudem. O čtyři roky později byl tento obdivuhodný výkon v obecném povědomí zastíněn slavným osvětlením města Buffalo energií z Niagarských vodopádů a ve stejném poměru jako se má věhlas Niagáry k povědomí o Neckaru, má se i věhlas Nikoly Tesly k povědomí o Michailu Dolivo-Dobrovolskému.